# Premio Amanda 1998
La XIV edizione del premio cinematografico norvegese premio Amanda (Amanda Awards in inglese) si tenne nel 1998.

## Vincitori
- Miglior film - Salige er de som tørster
- Miglior attore - Sverre Anker Ousdal per Blodsbånd
- Miglior attrice - Kjersti Elvik per Salige er de som tørster
- Miglior documentario - Leve blant løver
- Miglior cortometraggio - Huset på kampen
- Miglior film nordico - Festen - Festa in famiglia
- Miglior film straniero - Titanic
- Miglior debutto - Gørild Mauseth per Brent av frost
- Premio onorario - Egil Monn-Iversen